# موهاوی ولی (آریزونا)
موهاوی ولی (به انگلیسی: Mohave Valley) یک منطقهٔ مسکونی در ایالات متحده آمریکا است که در شهرستان موهاوی، آریزونا واقع شده‌است. موهاوی ولی ۳۶٫۳۶ کیلومتر مربع مساحت و ۱۳٬۶۹۴ نفر جمعیت دارد و ۱۵۹ متر بالاتر از سطح دریا واقع شده‌است.